# The K2
The K2 (en hangul, 더 케이투; romanización revisada, Deo keitu), también conocida en español como Guardaespaldas K2, es una serie de televisión surcoreana de acción transmitida por TVN desde el 23 de septiembre hasta el 12 de noviembre de 2016. Es protagonizada por Ji Chang Wook, Yoona y Song Yoon Ah.

## Sinopsis
Kim Je-ha (Ji Chang-wook), es un antiguo soldado mercenario conocido como el K2 de los PMC Blackstone, que pronto se convierte en un fugitivo de la justicia cuando se le acusa injustamente de asesinar a su novia, mientras servía en Irak. Cuando se va a Barcelona, conoce a Ko An-na (Yoonah), una chica que huye de sus captores. Ella le pide ayuda y aunque al inicio él no quiere involucrarse, finalmente la ayuda, sin embargo, An-na es capturada nuevamente.
Al regresar a Corea del Sur, se le ofrece un trabajo como guardaespaldas de la ambiciosa, corrupta y peligrosa Choi Yoo-jin (Song Yoon-ah), la propietaria de la empresa de seguridad privada JSS Security y esposa del actual contendiente a la presidencia, Jang Se-joon (Cho Sung-ha), pero no lo acepta. No obstante, cuando le ofrecen darle los recursos que necesita para vengarse de Park Kwan-soo (Kim Gap-soo), el líder del partido gobernante actual y rival de Se-jon, quien Je-ha cree fue quien ordenó los sucesos ocurridos en Irak años atrás, por ello el termina por aceptar el trabajo. Entonces, se le asigna custodiar a la joven Ko An-na, la solitaria hija ilegítima de Se-joon quien sufre de pánico gracias a los abusos a los que fue sometida desde que era pequeña, se da cuenta de que es la misma mujer que conoció en Barcelona y cuyos captores trabajan bajo las órdenes de Yoo-jin, quien la mantiene encerrada por miedo a que su esposo la deje, a quien extorsiona con hacerle daño.
Cuando Je-ha se da cuenta de que su vida siempre está bajo amenaza gracias a su madrastra, decide quedarse junto a ella para protegerla. Por otro lado, la corrupta Yoo-jin, utilizará su poder contra las personas que amenazan su posición como futura dama, entre ellas su hermano menor Kwan-soo, a quien quiere acabar y así convertirse en la máxima propietaria de las compañías familiares.

## Reparto

### Personajes principales
- Ji Chang Wook como Kim Je-ha (K2).[3]
- Yoona como Ko An-na.[4]
- Song Yoon-ah como Choi Yoo-jin.[5]

### Personajes secundarios
- Cho Sung-ha como Jang Se-joon.
- Kim Kap-soo como Park Kwan-soo.
- Lee Jung-jin como Choi Sung-won.
- Shin Dong-mi como Kim Dong-mi.
- Lee Ye-eun como Jang Mi-ran.
- Lee Jae-woo como Kang Sung-kyoo.
- Song Kyung-cheol como Song Young-cheon.
- Park Soon-cheon como la madre de Sung-won.
- Jeon Bae-soo como Joo Cheol-ho.
- Lee Cheol-min como ayudante de Kwan-soo.
- Ko In-beom como Kook Chae-wan.
- So Hee-jung como directora de JSS.[6]
- Jung Ji-young como No Ji-yeon.
- Joo Sae-byuk como Señorita Kim.
- Yoo In-hyuk como Kyung Ho-won.
- Oh Sang-hoon como el capitán de batallón.
- Kim Kyung-ryong como Lee Kyung-jin.
- Ji Yoon-jae como el guardaespaldas de Kwan-soo.
- Jung Se-hyung como detective.
- Son Dong-hwa como reservista.
- Kim Hyun como modelo.
- Yoon Jong-hwa como Kim Seok-han.
- Lee Seung-joon como Soo Sa-kwang.
- Son Tae-young como Uhm Hye-rin.
- Kim Ik-tae.
- Lee Soon-won.
- Cho Jae-ryong.
- Kwon Soo-hyun como un guardaespaldas.
- Yeom Hye-ran como la mucama de Ko An-na.
- Park Geon.
- Yoon Joo-bin.
- Park Geon-rak.
- Cho Byung-kyu como empleado de tiempo parcial.
- Lee Soo-ryeon.
- Hong Hye-sun.

### Apariciones especiales
- Yoo Seung-mok como el congresista Kim (ep. #1, 12)
- Lee Han-wi como el secretario del presidente (ep. #10)

## Producción
La serie fue creada por Jang Hyuk Rin, conocido anteriormente por su trabajo en Yong Pal y dirigida por Kwak Jung Hwan, anteriormente en The Slave Hunters. TVN anunció el inicio de la producción el 11 de agosto de 2016, con la primera lectura del guion fue realizada ese mismo mes en el CJ E&M Center de Seúl y las filmaciones comenzaron en septiembre del mismo año. Fue filmada en Seúl principalmente y en Barcelona, España.
The K2 fue la primera serie de televisión surcoreana en utilizar el efecto Bullet Time, similar al de la película estadounidense Matrix. Asimismo, en las escenas de acción se utilizó técnicas de combate como Systema, taekwondo, Aikidō y Jiu-jitsu.
La serie fue bien recibida por la audiencia, recibiendo críticas favorables y superando las cifras de audiencia de su competencia en canales de cable a lo largo de su transmisión.

## Banda sonora
| Track Listing |                                       |                 |          |  |
| N.º           | Título                                | Artista         | Duración |  |
| 1.            | «The K2 Main Theme»                   | Varios artistas | 6:45     |  |
| 2.            | «오늘도» (Oneuldo)                    | Kim Bo Hyung    | 3:44     |  |
| 3.            | «아주 가끔» (Aju gakkeum)             | Yoo Sung Eun    | 3:51     |  |
| 4.            | «Amazing Grace»                       | Yoona           | 2:13     |  |
| 5.            | «Love You»                            | Min Kyung Hoon  | 3:50     |  |
| 6.            | «시간이 멈춘듯» (Sigani Meomchundeut) | Park Kwang Sun  | 4:57     |  |
| 7.            | «Anemone»                             | Jan             | 3:52     |  |
| 8.            | «The With and the Girl»               | Varios artistas | 3:56     |  |
| 9.            | «Mirror Mirror»                       | Yang Sun Mi     | 2:52     |  |
| 10.           | «Wolf Knight»                         | Yang Sun Mi     | 4:44     |  |
| 11.           | «Quando Corpus Morietur»              | Varios artistas | 5:01     |  |
| 12.           | «Wolf's Song»                         | Yang Sun Mi     | 3:30     |  |
| 13.           | «Serenade»                            | Yang Sun Mi     | 3:38     |  |
| 14.           | «Witching Hour»                       | Varios artistas | 2:40     |  |
| 15.           | «The Witch's Advice»                  | Kim Min Young   | 3:01     |  |
| 16.           | «Der Rosenkavalier»                   | Varios artistas | 4:59     |  |
| 17.           | «Agaisnt the Odds»                    | Varios artistas | 3:25     |  |
| 18.           | «A Queen of the Forest»               | Varios artistas | 4:37     |  |
| 19.           | «Anna's Appassionata»                 | Varios artistas | 3:11     |  |
| 20.           | «Anemone»                             | Yang Sun Mi     | 3:45     |  |

## Recepción

### Audiencia
En azul la audiencia más baja y en rojo la más alta, correspondientes a las empresas medidoras TNms y AGB Nielsen.
| Ep. #    | Fecha de estreno         | Cuota de pantalla nacional | Cuota de pantalla nacional | Cuota de pantalla nacional |
| Ep. #    | Fecha de estreno         | AGB Nielsen                | TNmS                       |                            |
| -------- | ------------------------ | -------------------------- | -------------------------- | -------------------------- |
| 1        | 23 de septiembre de 2016 | 3.2 %                      | 4.2 %                      |                            |
| 2        | 24 de septiembre de 2016 | 3.3 %                      | 4.9 %                      |                            |
| 3        | 30 de septiembre de 2016 | 4.3 %                      | 4.6 %                      |                            |
| 4        | 1 de octubre de 2016     | 3.9 %                      | 5.4 %                      |                            |
| 5        | 7 de octubre de 2016     | 4.6 %                      | 5.2 %                      |                            |
| 6        | 8 de octubre de 2016     | 6.6 %                      | 5.6 %                      |                            |
| 7        | 14 de octubre de 2016    | 5.0 %                      | 6.1 %                      |                            |
| 8        | 15 de octubre de 2016    | 5.7 %                      | 6.4 %                      |                            |
| 9        | 21 de octubre de 2016    | 4.8 %                      | 4.6 %                      |                            |
| 10       | 22 de octubre de 2016    | 5.6 %                      | 5.2 %                      |                            |
| 11       | 28 de octubre de 2016    | 4.9 %                      | 4.5 %                      |                            |
| 12       | 29 de octubre de 2016    | 5.3 %                      | 5.0 %                      |                            |
| 13       | 4 de noviembre de 2016   | 4.4 %                      | 4.5 %                      |                            |
| 14       | 5 de noviembre de 2016   | 4.5 %                      | 5.4 %                      |                            |
| 15       | 11 de noviembre de 2016  | 5.5 %                      | 5.2 %                      |                            |
| 16       | 12 de noviembre de 2016  | 5.4 %                      | 5.5 %                      |                            |
| Promedio | Promedio                 | 4.8 %                      | 5.1 %                      |                            |

### Premios y nominaciones
| Año  | Premio                               | Categoría                             | Nominado      | Resultado |
| ---- | ------------------------------------ | ------------------------------------- | ------------- | --------- |
| 2016 | Asia Artist Awards                   | Premio a la popularidad, actriz       | YoonA         | Ganador   |
| 2016 | Asia Artist Awards                   | Premio a la estrella asiática, actriz | YoonA         | Ganador   |
| 2016 | 31° Korea's Best Dresser Swan Awards | Actriz mejor vestida                  | YoonA         | Ganador   |
| 2016 | 31° Korea's Best Dresser Swan Awards | Mejor actor vestido                   | Ji Chang Wook | Ganador   |
| 2017 | 5° DramaFever Awards                 | Mejor chico malvado                   | Ji Chang Wook | Ganador   |
| 2017 | 5° DramaFever Awards                 | Mejor villano                         | Song Yoon Ah  | Nominado  |

## Emisión internacional
- Filipinas: Cine Mo! (2017), Jeepney TV (2017) y Asianovela Channel (2018).
- Hong Kong: Big Big Channel (2017) y J2 (2017).
- Israel: Viva (2017).[17]
- Japón: Mnet Japan (2017).[18]
- Malasia: 8TV (2017).
- Singapur: VV Drama (2016).
- Taiwán: EBC (2017).